# Elisabeth Blunschy
Elisabeth Blunschy-Steiner, née le 13 juillet 1922 à Schwytz (originaire de Niederrohrdorf, Oberrohrdorf et Ingenbohl) et morte le 1er mai 2015 dans la même ville, est une avocate et femme politique suisse, membre du Parti démocrate-chrétien (PDC). 
En 1971, elle est élue au Conseil national pour le canton de Schwyz, alors que les femmes n'obienne pas le droit de vote aux élections cantonales qu'un an plus tard en 1972. 
Le 2 mai 1977, elle devient la première femme à présider le Conseil national. 

## Biographie

### Origines et famille
Elisabeth Blunschy naît Elisabeth Steiner le 13 juillet 1922 à Schwytz. Elle est originaire d'Ingenbohl, dans le même canton, et de deux communes du canton d'Argovie, Niederrohrdorf et Oberrohrdorf. Elle est la cadette d'une fratrie de quatre sœurs[réf. souhaitée]. 
Son père, Hans Steiner, est conseiller national conservateur-catholique et juge puis président du Tribunal fédéral ; sa mère, Dora Schuler, est la fille d'un banquier. Lorsque son père devient le premier juge fédéral venant du canton de Schwytz en 1924, la famille déménage à Lausanne[réf. souhaitée].  
Elle épouse Alfred Blunschy, rencontré lors de ses études[réf. souhaitée], en 1947. Ils ont trois enfants et trois petits-enfants. L'un d'eux, Dominik Blunschy est également un conseiller national démocrate-chrétien. 

### Études
Après avoir obtenu son diplôme de fin d'études secondaires, Elisabeth Blunschy étudie le droit à l'université de Fribourg. En 1947, elle est l'une des deux premières femmes à passer son examen du barreau à Schwyz[réf. souhaitée].  

### Parcours professionnel et politique
Après ses études, elle dirige avec son mari un cabinet d'avocats à Schwyz. L'un de ses premiers engagements politiques a été le présidium de l'Association suisse des femmes catholiques. À ce titre, elle s'est battue pour l'introduction du suffrage féminin[réf. souhaitée]. 
À la fin des années 1960, elle devient membre de la commission d'experts pour la révision du droit de la famille, in domaine qui continue de faire partie d'un axe central de son travail politique dans les années 1970 et 1980[réf. souhaitée]. Elle s'intéresse également aux questions d'asile, de l'aide au développement, de l'environnement et de la santé. De plus, elle est considérée comme faisant partie de l'aile « chrétienne-sociale » du PDC. 
En 1971, Elisabeth Blunschy-Steiner et onze autres femmes sont élues premières conseillères nationales de l'histoire de la Suisse. Le 2 mai 1977, elle est désignée première présidente du Conseil national en remplacement du démocrate-chrétien valaisan Hans Wyer. Une fois en poste, elle doit faire face à une crise politique. L'opinion remet en cause les grands partis traditionnels et refuse la politique fiscale du gouvernement fédéral. 
Après seize ans et trois réélections, elle démissionne en 1987 de son poste de conseillère nationale et quitte la vie politique. En plus de ses fonctions politiques, elle a également présidé l'association Caritas Suisse de 1977 à 1987. 

### Mort
Elle meurt le 1er mai 2015 à Schwytz.

## Distinction
- 1981 : doctorat honorifique de la faculté de théologie de l'Université de Lucerne.

## Hommage posthume
À la demande de Marina Carobbio Guscetti, présidente du Conseil national de 2018 à 2019, les noms de douze premières femmes élues au conseil ont été gravés sur plaque et vissées sur leur ancien pupitre. Celui d'Elisabeth Blunschy-Steiner est visible sur le no 79. Installée le 7 mars 2019, la veille de la journée internationale des droits des femmes, les plaques ont pour but « d'honorer la place des femmes au sein du Palais ». Dans le contexte des élections fédérales, Marina Carobbio Guscetti voulait « [inciter] les femmes à s'engager en politique ».